# Global Gladiators
Mick and Mack: Global Gladiators é um jogo de plataforma, desenvolvido pela VIRGIN para Mega Drive e Master System. O jogo foi uma iniciativa do McDonalds para se enquadrar aos padrões de preservação ambiental. 
Durante uma visita ao McDonalds, os amigos Mick & Mack são transportados para um mundo dentro de uma revista em quadrinhos cheio de poluição e monstros poluentes. Usando armas de Ketchup e Mostarda eles combatem os monstros e vão despoluindo o mundo. Um minigame no final de cada fase ensina o jogador sobre a coleta seletiva: papel na lata azul, vidro na lata verde, metal na lata amarela, plastico na lata vermelha. O jogo foi bastante elogiado por educar as crianças para a consciencia ambiental. Entre as falas de Mick & Mack, estão a conscientização da reciclagem e da preservação das floestas. 
O jogo foi bastante elogiado pelo Greenpeace e outras ONGs, por educar as crianças de forma divertida a reciclagem e coleta de lixo seletiva. A midia de games especializada recebeu bem o jogo, que foi comparado a Earthworm Jim mas também "consciente".
Foi a primeira iniciativa de ativismo ambiental nos videogames, numa época em que desenho como Capitão Planeta ja divulgavam as crianças a importancia de preservar o meio ambiente. 